# Philippe de La Hire
Philippe de La Hire (Paris, 18 de março de 1640 – Paris, 21 de abril de 1718) foi um pintor, matemático, astrônomo e arquiteto francês. De acordo com Bernard le Bovier de Fontenelle, ele era uma "academia para si mesmo".

## Vida
Ele nasceu em Paris, filho de Laurent de La Hire, um ilustre artista e de Marguerite Coquin. Em 1660, mudou-se para Veneza por quatro anos para estudar pintura. Após seu retorno a Paris, ele se tornou um discípulo de Girard Desargues, de quem aprendeu a perspectiva geométrica e foi recebido como pintor mestre em 4 de agosto de 1670. Suas pinturas às vezes foram confundidas com as dele filho, Jean Nicolas de La Hire, que era médico, mas também pintor.
Ele também começou a estudar ciências e mostrou aptidão para a matemática. Ele foi ensinado pelo teólogo jesuíta francês, matemático, físico e polêmico Honoré Fabri e tornou-se parte de um círculo formado por Fabri que incluía Giovanni Domenico Cassini, Claude François Milliet Deschales, Christiaan Huygens e seu irmão Constantijn, Gottfried Leibniz, René Descartes e Marin Mersenne. Ele se tornou um membro da Academia Francesa de Ciências em 1678, e posteriormente tornou-se ativo como astrônomo, calculando tabelas dos movimentos do Sol, da Lua e dos planetas e projetando dispositivos para mirar telescópios aéreos. De 1679 a 1682, ele fez várias observações e medições da costa francesa e, em 1683, ajudou a mapear a França estendendo o meridiano de Paris ao norte. Em 1683, La Hire assumiu a cadeira de matemática no Collège Royal. A partir de 1687, ele lecionou na Académie d'architecture.
La Hire escreveu sobre métodos gráficos, 1673; em seções cônicas, 1685; um tratado sobre epiciclóides, 1694; um nas roletas, 1702; e, por último, outro sobre concoides, 1708. Seus trabalhos sobre seções cônicas e epicicloides baseavam-se nos ensinamentos de Desargues, de quem era o aluno predileto. Ele também traduziu o ensaio de Manuel Moschopulus sobre quadrados mágicos e coletou muitos dos teoremas sobre eles que eram anteriormente conhecidos; este foi publicado em 1705. Ele também publicou um conjunto de tabelas astronômicas em 1702. O trabalho de La Hire também se estendeu à zoologia descritiva, ao estudo da respiração e à óptica fisiológica.
Dois de seus filhos também foram notáveis por suas realizações científicas: Gabriel-Philippe de La Hire (1677-1719), matemático, e Jean-Nicolas de La Hire (1685-1727), botânico.
Mons La Hire, uma montanha na Lua, tem o nome dele.

## Trabalhos selecionados

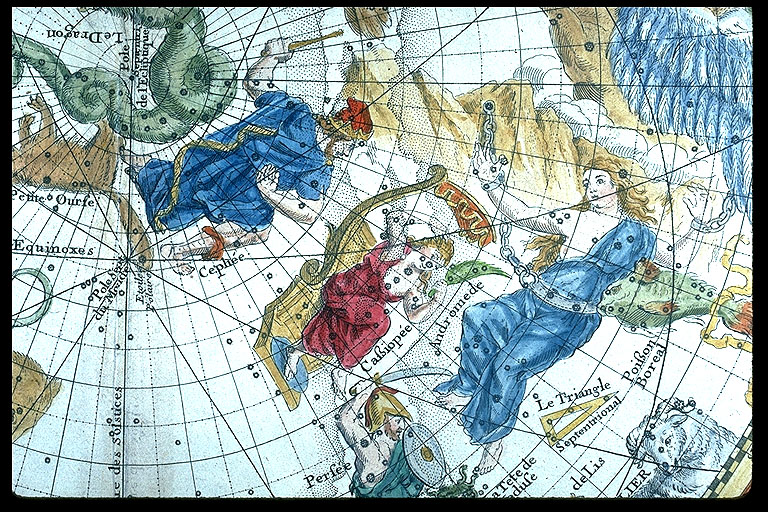
Andrômeda e Cassiopeia, detalhe de Planisphère céleste (1705).

Salvo os trabalhos de La Hire são em francês ou latim.* Nouvelle méthode en géométrie pour les sections des superficies coniques et cylindriques (1673) (Novo método geométrico para seções de áreas cônicas e cilíndricas)
- Nouveaux éléments des sections coniques: Les lieux géométriques: Les constructions ou effections des équations (1679)
- La gnomonique ou l'Art de faire des cadrans au soleil (1682) (Gnomônicos ou a arte de fazer relógios de sol.)
- Sectiones conicæ (1685) (Seções cônicas.)
- Tables du Soleil et de la Lune (1687) (Tabelas do Sol e da Lua)
- L'ecole des arpenteurs (1689; online: 4th ed., 1732)
- Traité de mecanique: ou l'on explique tout ce qui est nécessaire dans la pratique des arts, & les propriétés des corps pesants lesquelles ont un plus grand usage dans la physique (1695)
- Tabulæ astronomicæ (1702)
- Planisphère céleste (1705)
- "Des conchoïdes en général". In: Histoire de l'Académie royale des sciences, p. 32 da seção de memórias (1708)
- Tabulæ astronomicæ Ludovici Magni iussu et munificentia exaratæ et in lucem editæ (1727)
- Tables astronomiques dressées et mises en lumiere par les ordres et par la magnificence de Louis le Grand (1735)